# Baalbek
(Robert Byron, La via per l'Oxiana)
Baalbek in Libano è uno dei siti archeologici più importanti del Vicino Oriente, dichiarato nel 1984 Patrimonio dell'umanità dall'UNESCO. Si trova, in linea d'aria, a circa 65 km ad est di Beirut.
Oggi Baalbek (in arabo بعلبك‎?, Baʿlabakk) è una cittadina nella valle della Beqāʿ (in arabo ﺍﻠﺒﻗﺎﻉ‎?, Biqāʿ), capoluogo di un omonimo distretto libanese. Situata ad est delle sorgenti del fiume Leonte, ad un'altitudine di 1170 metri sul livello del mare, Baalbek è famosa per le monumentali rovine di alcuni templi romani risalenti al II e III secolo dopo Cristo, quando Baalbek, con il nome di Heliopolis ospitava un importante santuario dedicato a Giove Eliopolitano nella provincia romana di Siria.

## Storia

### Origini
Le origini conosciute delle costruzioni di Baalbek risalgono a due insediamenti cananei che gli scavi archeologici sotto il tempio di Giove hanno permesso di identificare come databili all'età del bronzo antica (2900-2300 a.C.) e media (1900-1600 a.C.).
L'etimologia del toponimo è legata al sostantivo báʿal o bēl che in varie lingue dell'area semitica nord-occidentale (come l'ebraico, il cananeo, e l'accadico) significa "signore". Il termine Baalbek significherebbe dunque "signore della Beqa'" e sarebbe probabilmente da correlarsi all'oracolo e al santuario dedicato al dio Baal o Bēl (spesso identificato come Hadad, dio del sole, della tempesta e della fertilità della terra) e ad Anat, dea della violenza e della guerra, sorella e consorte di Baal (più tardi identificata con Astarte), forse associati a Tammuz (più tardi identificato con Adone), dio della rigenerazione primaverile. Le pratiche religiose di questi templi contemplavano probabilmente, come in altre realtà culturali contigue, la prostituzione sacra, i sacrifici animali (e forse anche umani) e le offerte rituali di bevande alle divinità.
La città, pur situata in una posizione favorevole dal punto di vista strategico, in prossimità delle sorgenti dei fiumi Lītānī e Oronte, non ebbe comunque, almeno inizialmente, un importante valore commerciale e strategico, non venendo menzionata da fonti coeve egiziane o assire.
Anche l'identificazione con la biblica Baal-Gad (Libro di Giosuè 11,17; 12,7), rammentata come il limite settentrionale delle conquiste di Giosuè, viene oggi contestata, sostenendo piuttosto che la località biblica si debba identificare con la cittadina di Ḥāṣbayyā, nel sud-est del Libano, oppure con Bāniyās (l'antica Cesarea di Filippo), sulle alture del Golan.

### Fase ellenistica
Lo storico ebreo Giuseppe Flavio (I secolo) rammenta il passaggio di Alessandro Magno a Baalbek nella sua marcia verso Damasco. In epoca ellenistica, sotto il dominio dei Tolomei, sostituito definitivamente dal 198 a.C. con quello dei Seleucidi, la città fu ribattezzata con il nome di Heliopolis ("città del sole"). I sovrani tolemaici favorirono probabilmente l'identificazione del dio Baal con il dio del sole egizio Ra e il dio del sole greco Helios, allo scopo di cementare una maggiore fusione culturale all'interno dei propri territori.
Il cortile del tempio fu modificato e alla sua estremità occidentale venne iniziata la costruzione di un tempio di forme greche.

### Fase romana
Dopo la conquista romana nel 64 a.C. ad opera di Pompeo, la città di Baalbek-Heliopolis fu compresa nei domini dei tetrarchi della Palestina (si confronti anche in Lc 3,1).
La divinità del santuario fu identificata con Giove, che conservò tuttavia alcuni dei caratteri dell'antica divinità indigena e assunse la forma e il nome di Giove Eliopolitano. Il dio veniva raffigurato con un copricapo svasato, con fulmini nelle mani e inquadrato da due tori, l'animale che accompagnava il dio Baal. Gli altri dei associati vennero identificati con Venere e con Bacco. La triade eliopolitana ebbe altari e culto anche in lontane regioni dell'impero (province balcaniche, Gallia, province ispaniche, Britannia). Il culto assunse un carattere mistico e forse misterico, che favorì probabilmente la sua diffusione.
Nel 15 a.C. il santuario entrò a far parte del territorio della Colonia Iulia Augusta Felix Beritus, l'odierna Beirut. L'edificazione del tempio fu nuovamente intrapresa sulla piattaforma ellenistica e si concluse in diverse tappe: il tempio vero e proprio (tempio di Giove) fu terminato nel 60 d.C., sotto Nerone, e contemporaneamente venne edificato l'altare a torre che precede il tempio. Sotto Traiano (98-117) si iniziò la sistemazione del grande cortile. Sotto Antonino Pio (138-161) venne eretto il tempio di Bacco. I lavori, inclusi quelli riguardanti il tempio di Venere, vennero completati durante la dinastia dei Severi, e in particolare sotto Caracalla (211-217). Sotto Filippo l'Arabo (244-249), imperatore romano nato nella vicina Damasco, fu infine costruito il cortile esagonale del santuario.
In quest'epoca Heliopolis, elevata da Settimio Severo (193-211) al rango di colonia di diritto italico con il nome di Colonia Iulia Augusta Felix Heliopolis, divenne il centro principale della provincia della Syria-Phoenicia, istituita nel 194 con capitale Tiro.

### Fase paleocristiana e bizantina
Con l'avvento del Cristianesimo e la promulgazione dell'Editto di Milano, il santuario iniziò una lenta decadenza, accelerata probabilmente dai crolli dovuti ai terremoti. Le prime trasformazioni si ebbero sotto Costantino I (306-337), che secondo Eusebio di Cesarea vi istituì una sede vescovile e decise la costruzione di una chiesa. L'imperatore Teodosio I (379-395) distrusse le statue pagane, fece radere al suolo l'altare-torre per erigere nel grande cortile una basilica cristiana e trasformò in chiese sia la corte esagonale che il tempio di Venere. Alcuni studiosi ritengono tuttavia che Baalbek continuò a costituire un centro di culto pagano.
L'imperatore bizantino Giustiniano (527-565) ordinò infine di asportare otto delle colonne del tempio di Giove affinché fossero riutilizzate nella basilica di Santa Sofia a Costantinopoli.

### Fase arabo-islamica
In seguito alla conquista araba del 637 da parte di Abū ʿUbayda ibn al-Ğarrāḥ, l'acropoli del complesso templare venne trasformata in cittadella fortificata (ﻗﻠﻌﺔ, qalʿa) e venne costruita la grande moschea in stile omayyade, oggi in rovina. La città passò, dopo l'età omayyade e quella abbaside, sotto l'amministrazione fatimide che la scelse come capitale di governatorato (wilāya) nel 972, all'epoca del terzo Imām, al-Muʿizz li-dīn Allāh.
Occupata per breve tempo dai Bizantini di Giovanni Zimisce nel 974, Baalbek divenne nel 1025 dominio dei Mirdasidi, guidati dal principe di Aleppo Ṣāliḥ ibn Mirdās, e infine dei Selgiuchidi di Tutush nel 1075. Fu poi la volta del dominio zengide, prima di essere conquistata da Ṣalāḥ al-Dīn ibn Ayyūb nel 1187. La cittadina rimase dominio ayyubide fino al 1282 quando venne conquistata dal sultano mamelucco Sayf al-Dīn Qalāwūn al-Alfī, detto al-Malik al-Manṣūr ("il sovrano reso vittorioso da Dio").
La città fu saccheggiata dalle truppe mongole guidate da Hülegü Khan durante le incursioni mongole in Palestina nel 1260 e ancora dall'esercito di Timur nel 1401.
Dopo il 1516, Baalbek entrò a far parte dell'Impero ottomano, all'interno dell'eyalet (governatorato) di Damasco. Nei secoli successivi, come in altre aree della Beqāʿ, la popolazione, prevalentemente musulmana sciita e divisa in clan patrilineari chiamati ʿashāʿīr, fu soggetta all'autorità de facto di due famiglie di proprietari terrieri, gli Ḥamāda e gli Harfūsh, i cui privilegi feudali vennero erosi, a partire dalla fine del diciottesimo secolo, dai tentativi di modernizzazione amministrativa sperimentati dalle autorità ottomane.

### Riscoperta del sito
Nel XVIII secolo gli esploratori europei iniziarono a visitare le rovine e a riportarne dettagliate descrizioni, piante e vedute a disegno. Nel 1751 Robert Wood descrisse le rovine come tra le più audaci opere di architettura dell'antichità. Erano ancora in piedi nove colonne del tempio di Giove, ma tre crollarono, probabilmente in occasione del terremoto del 1759. Altri viaggiatori furono Volney (1781), Cassas (1785), Laborde (1837), David Roberts (1839). I blocchi crollati dalle antiche costruzioni venivano all'epoca ancora riutilizzati per la costruzione di edifici moderni della cittadina.
Una prima spedizione scientifica fu condotta nel 1873 dal Fondo di Esplorazione della Palestina e in seguito alla visita dell'imperatore Guglielmo II di Germania vi venne condotta una missione archeologica tedesca (1898-1905), guidata da Otto Puchstein, durante la quale furono effettuati i primi restauri. Dopo la prima guerra mondiale altre missioni si ebbero durante il Mandato francese ad opera di C. Virolleaud, R. Dassaud, S. Ronzevalle, H. Seyrig, D. Schlumberger, F. Anus, P. Coupel e P. Collard. 

Dopo l'indipendenza del Libano nel 1943 le operazioni di restauro e conservazione passarono sotto l'egida del Servizio delle Antichità del Libano (H. Kalayan).
Nel 1984 il sito archeologico di Baalbek venne inserito nella lista dei Patrimoni dell'umanità dell'UNESCO.

### Storia recente
Negli anni successivi all'indipendenza libanese, la valle della Beqāʿ soffrì per la relativa marginalità economica e politica, anche se Baalbek poté contare sui proventi legati al crescente afflusso di visitatori locali e stranieri.
Dopo l'avvio saltuario di spettacoli estivi all'aperto nel 1922, a partire dal 1955 iniziò ad essere organizzato in maniera sistematica il Festival di Baalbek, comprendente nel suo programma un misto di spettacoli teatrali, opera lirica, musical, concerti di musica classica e musica leggera e organizzato solitamente nella cornice del grande cortile. Direttori d'orchestra, interpreti e gruppi del calibro di Herbert von Karajan, Mstislav Rostropovitch, Fairouz, Umm Kulthum, Ella Fitzgerald, Joan Baez (e ultimamente Sting, Gilberto Gil e Massive Attack) hanno tenuto memorabili concerti in questa sede monumentale.
Il festival fu interrotto nel 1975, con lo scoppio della guerra civile libanese (1975-1990).
Dopo la fine della guerra civile libanese nel 1990 (in seguito agli accordi di Ṭā'if del 1989), la situazione si è lentamente ma progressivamente normalizzata e oggi la visita al sito archeologico e alla cittadina è possibile senza alcun tipo di pericolo. Nel 1997 sono riprese le serate del Festival di Baalbek, mentre nel 1998 è stata inaugurata la collezione permanente che costituisce il nucleo centrale del nuovo Museo archeologico.
La cittadina è stata oggetto di pesanti bombardamenti israeliani nel luglio 2006 e nell'ottobre 2024.

## Descrizione del santuario

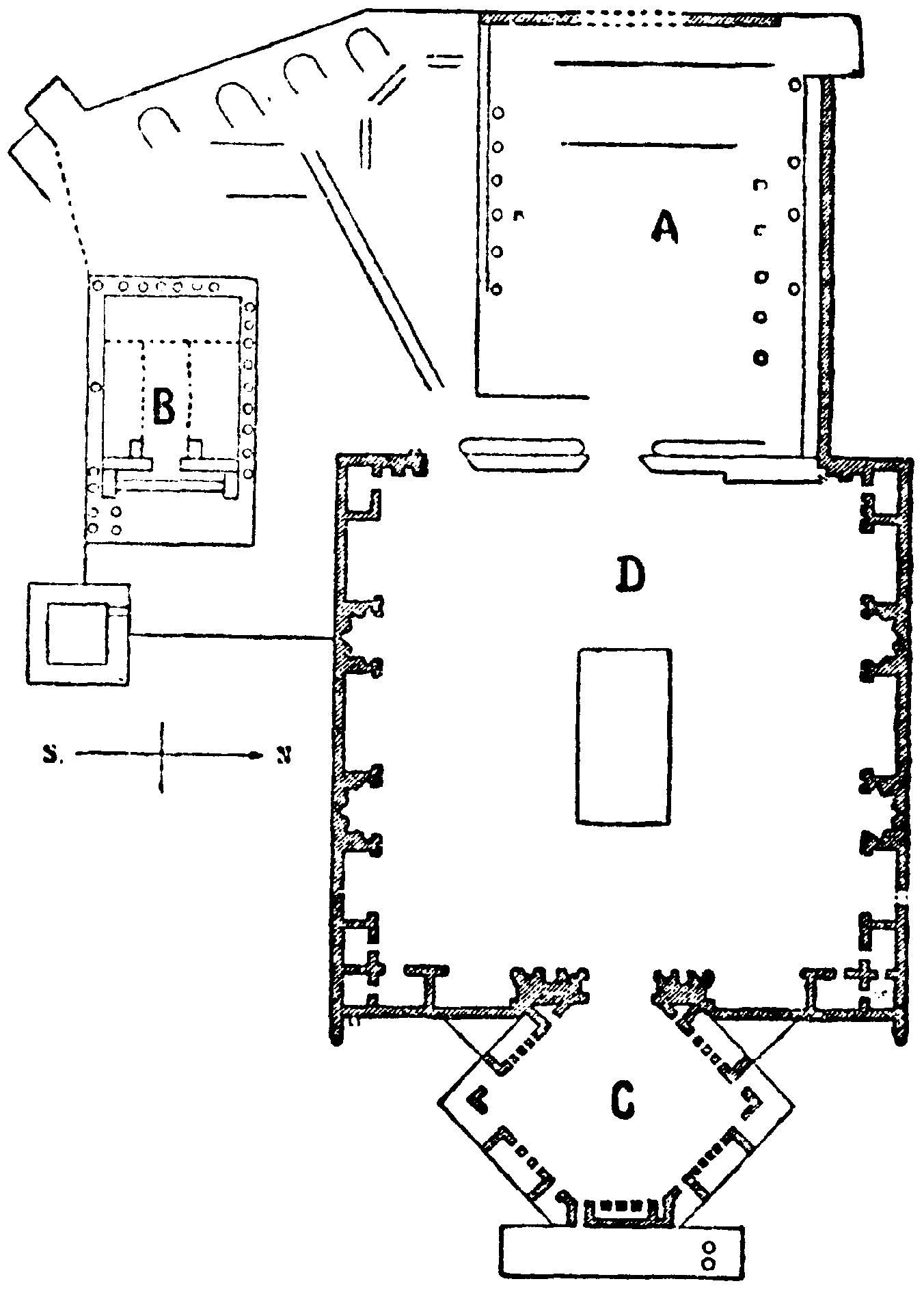
Schema planimetrico del santuario di Giove e del tempio di Bacco (A: tempio di Giove; B: tempio di Bacco; C: Cortile esagonale; D: Grande Cortile)

### Basamento
Alla base del complesso di Baalbek esiste una gigantesca piattaforma in pietra (88 x 48 m) la cui costruzione costituisce un enigma. Per questa costruzione furono impiegati infatti enormi blocchi di pietra tagliati: i tre che costituiscono il cosiddetto τρίλιθον (trilithon) misurano rispettivamente 19,60 m, 19,30 m e 19,10 m di lunghezza, per 4,34 m di altezza e 3,65 m di profondità e raggiungono un peso di circa 800 tonnellate ciascuno, mentre un quarto blocco, di dimensioni ancora maggiori (21.5 m di lunghezza con una sezione quadrata di 4,30 m di lato), oggi conosciuto con il nome di ﺣﺠﺮ ﺍﻠﺤﺒﻠﻰ (ḥaǧar al-ḥublā o "pietra della gestante"), fu abbandonato nella cava. Non ci sono indicazioni precise sul periodo in cui fu edificata la piattaforma, né esistono reperti organici su cui effettuare il test del Carbonio 14. Pertanto non si ha a tutt'oggi alcuna informazione circa il popolo che lo costruì ed i mezzi che impiegò.
Nei primi studi archeologici del XIX secolo, la piattaforma era ritenuta appartenere a una fase di edificazione precedente a quella romana. I moderni rilievi sembrano indicare che la piattaforma è orientata con le Pleiadi, importanti nella tradizione greca e orientale, ma non in quella romana: questo, insieme alle somiglianze strutturali col secondo tempio di Gerusalemme, farebbe propendere per la realizzazione sotto Erode il Grande. Quanto alla tecnica di costruzione impiegata, l'architetto Jean-Pierre Adam ha ipotizzato un sistema con un gran numero di argani a trazione umana, concludendo tuttavia che non è noto da quale popolo o in quale epoca tali macchine sarebbero state introdotte.

### Propilei

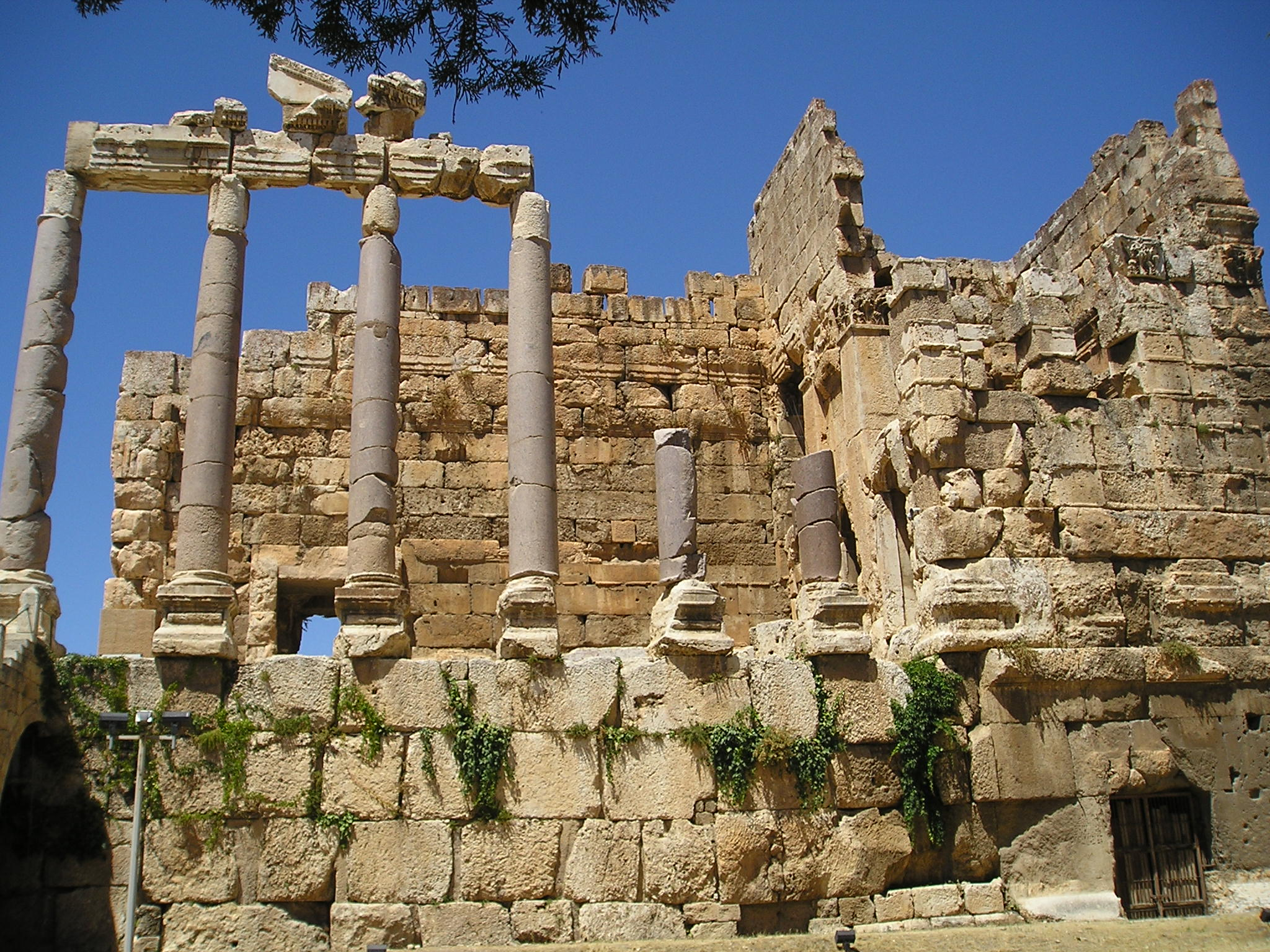
Propilei del santuario di Giove.

Furono costruiti agli inizi del III secolo, all'epoca di Caracalla in cima ad una scalinata monumentale e costituivano l'accesso all'area sacra del tempio di Giove. Erano in origine costituiti da una facciata di 12 colonne (10 delle quali rialzate nel corso dei restauri tedeschi), tra due torri più alte, sormontate da un frontone.
Nel muro retrostante si aprivano un ingresso centrale ad arco e due passaggi laterali, che più tardi furono murati. Il muro era decorato da due piani di nicchie che in origine dovevano ospitare delle statue, inquadrate da edicole con frontoni alternativamente triangolari e arcuati, sostenuti da lesene corinzie al piano terra e ioniche al piano superiore.

### Cortile esagonale
Dai propilei si accedeva ad una corte a pianta esagonale (metà del III secolo, sotto Filippo l'Arabo, 244-249), circondata da portici che si aprivano sul fondo con esedre rettangolari, un tempo riccamente decorate. Il cortile subì pesanti modifiche all'epoca in cui vi fu installata la cappella dedicata alla Vergine e successivamente per la trasformazione in bastione difensivo della cittadella araba.

### Grande Cortile

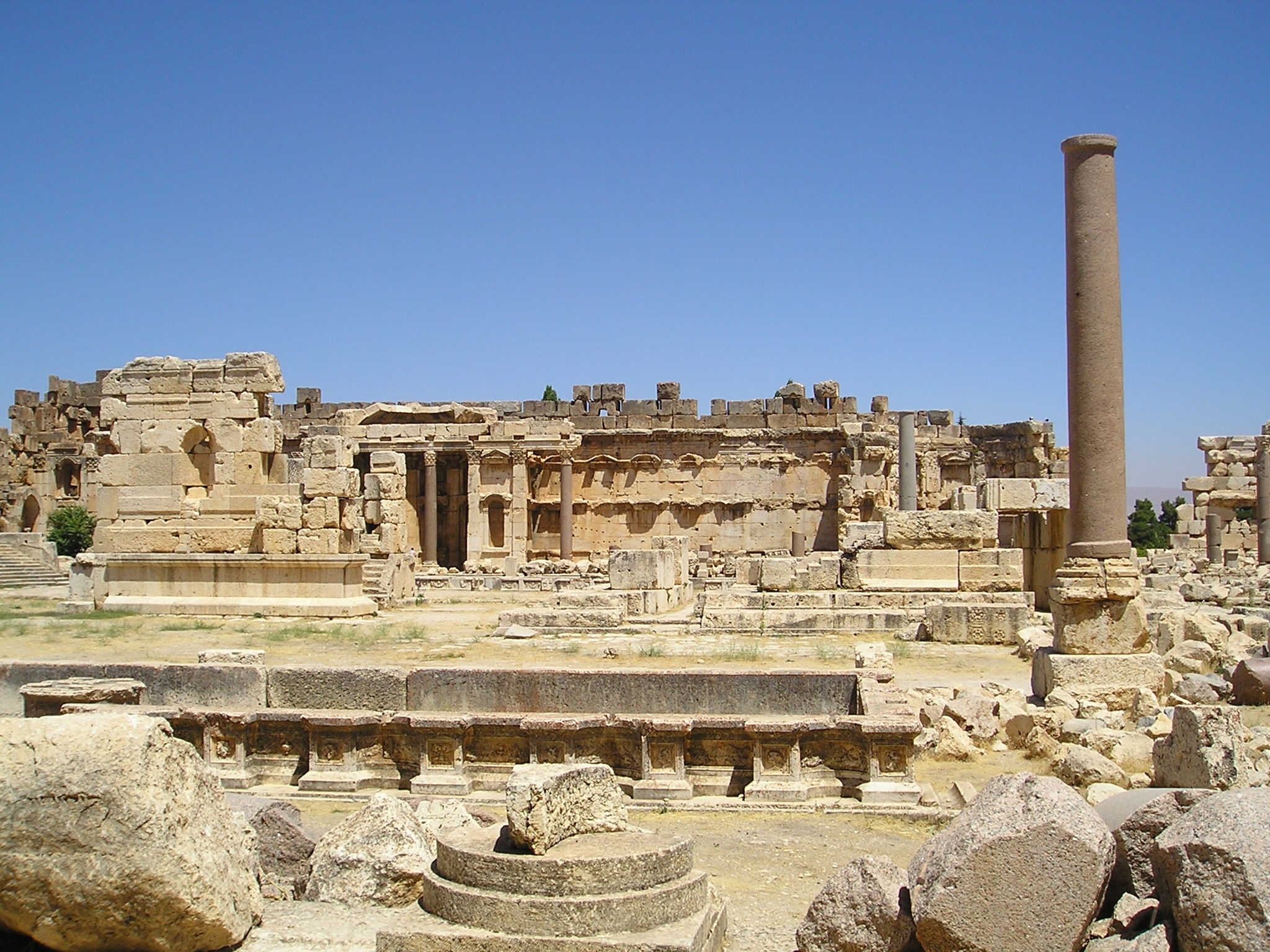
Il "Grande Cortile" del santuario di Giove

Il cortile (135 x 113 m) (età traianea) ospitava il grande altare a torre di età neroniana e bacini laterali per le abluzioni. I portici laterali (128 colonne con fusti in granito di Aswān) sono sostenuti da criptoportici voltati e sul fondo si aprivano esedre a pianta alternativamente rettangolare e semicircolare, queste coperte da semicupole in pietra. Iscrizioni dipinte in alcune delle esedre testimoniano il loro uso per i pasti sacri di confraternite e comunità, che dovevano far parte del culto eliopolitano.
Nella corte venne costruita la basilica teodosiana, dedicata a san Pietro.

### Tempio di Giove

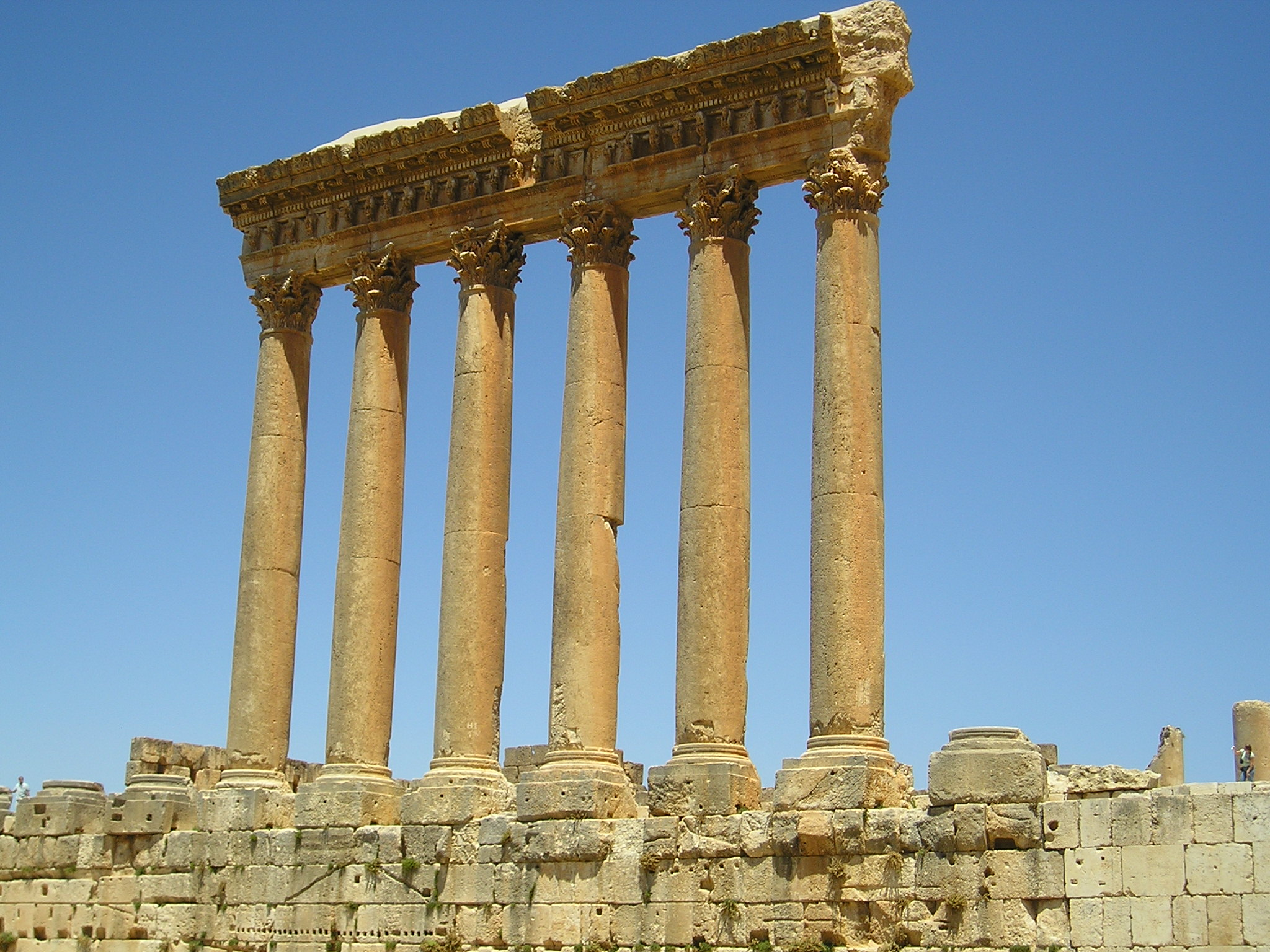
Le colonne superstiti del tempio di Giove

Il tempio (prima metà del I secolo), che ospitava la statua di Giove Eliopolitano, dominava la Grande Corte, sopraelevato sopra una scalinata a tre rampe. Presumibilmente costruito sopra le fondamenta di una costruzione più antica, si trattava del più grande tempio romano conosciuto, in origine un periptero con 10 colonne sulla fronte ("decastilo") e 19 sui lati lunghi. Restano in piedi sei colonne colossali, con fusti di 2,20 m di diametro (pari a 75 piedi romani) e alte circa 20 m con la base e il capitello, realizzate con tre rocchi di pietra. La trabeazione, che raggiunge i 5 m di altezza comprendeva un fregio decorato con protomi (teste) di tori e di leoni e con ghirlande.

### Tempio di Bacco

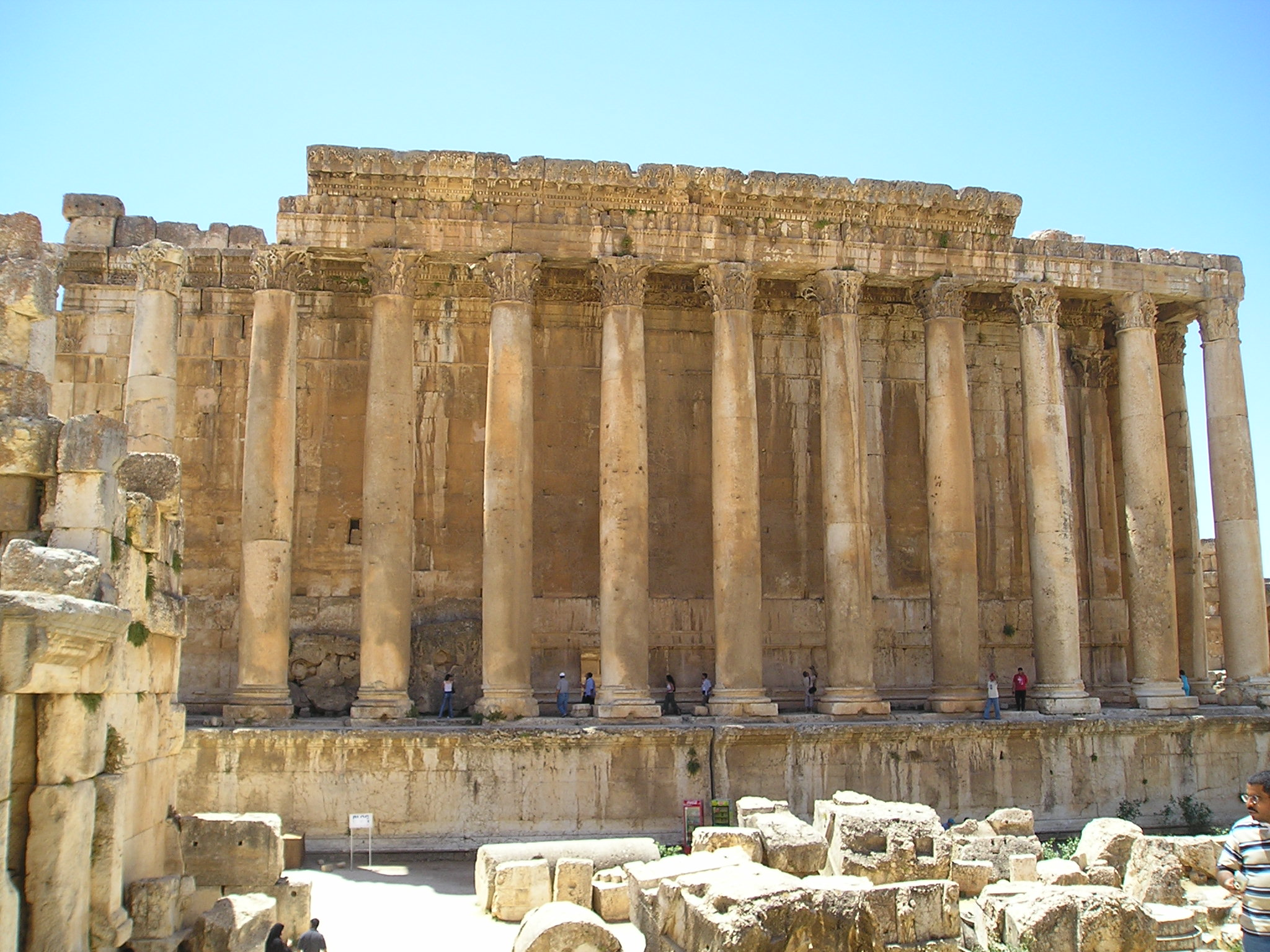
Il fianco del "tempio di Bacco"

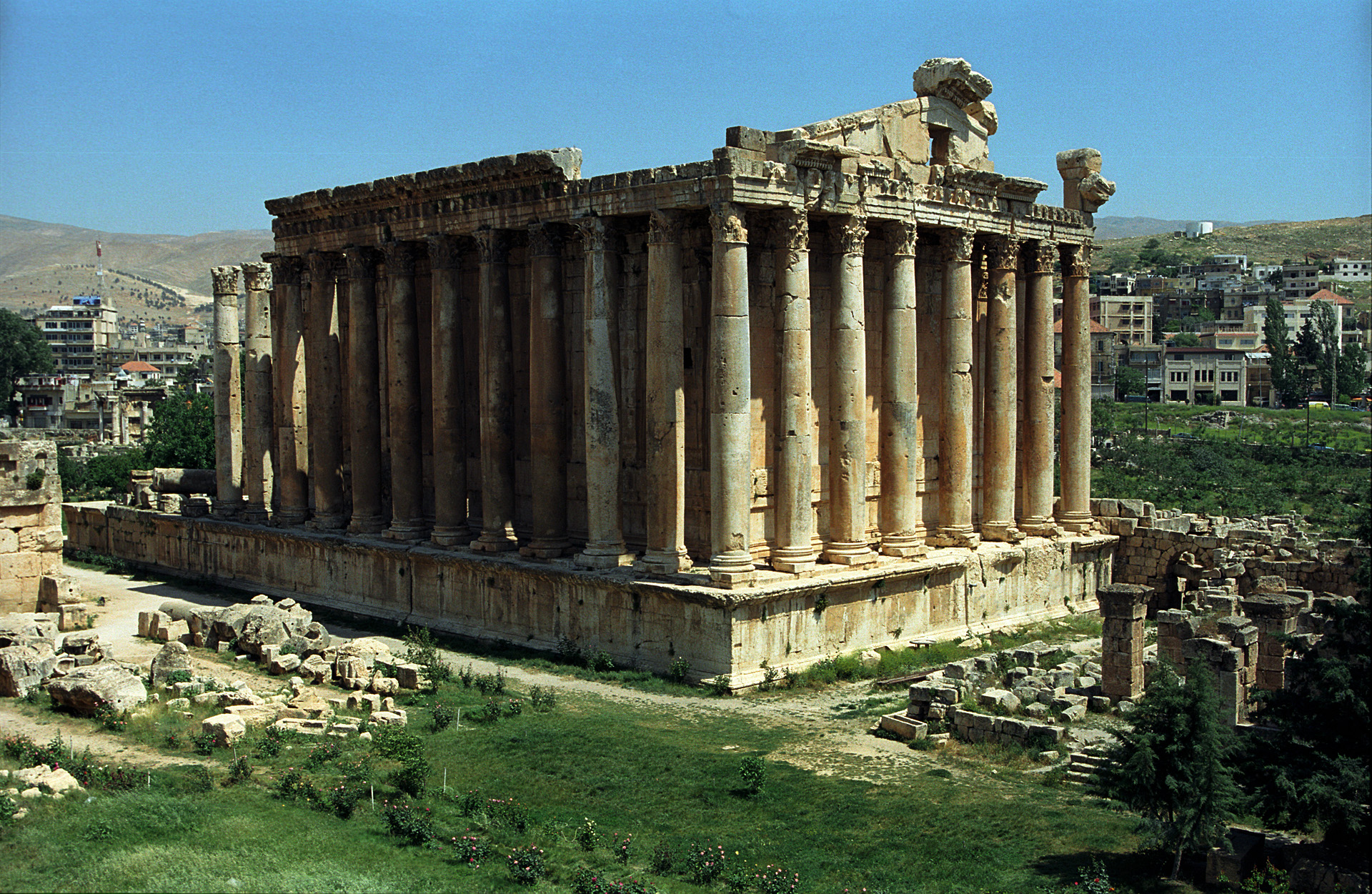
Vista completa

Elevato su un podio di 5 m di altezza, misura 69 x 36 m e vi si accede da una scalinata con 33 gradini. Era preceduto da un cortile porticato con un monumentale accesso. Risale alla metà del II secolo (Antonino Pio, 138-161) e si tratta di un tempio periptero con 8 colonne sulla fronte ("ottastilo") e 15 sui lati lunghi, molto ben conservato (manca solo il tetto della cella e parte delle colonne laterali). Le colonne raggiungevano con basi e capitelli un'altezza di 19 m e anche in questo caso il fregio era decorato da protomi di tori e leoni. La peristasi (lo spazio tra le colonne e i muri della cella) era coperta da un soffitto cassettonato: i cassettoni poligonali e triangolari, erano decorati con busti di divinità (tra cui Marte, la Vittoria, Diana, Hygeia) e una ricca decorazione vegetale.
L'incorniciatura del portale d'ingresso della cella presenta fregi figurati e una decorazione di tralci di vite che riferiscono il tempio al dio Bacco, ma il soffitto del portale mostra un'aquila con un caduceo, attributo tipico del dio Mercurio. Il culto del dio locale, con caratteristiche simili a quelle del greco Adone, aveva comportato l'utilizzo del vino, dell'oppio e di altre droghe per il raggiungimento dell'estasi religiosa.
All'interno della cella le pareti laterali sono decorate da nicchie su due ordini: quelle inferiori sono sormontate da frontoni arcuati e quelle superiori da frontoni triangolari; le nicchie sono inquadrate da semicolonne corinzie. Sul fondo del tempio un adyton (sacrario) ospitava la statua del dio.
All'angolo sud-est del tempio venne in seguito edificata una torre che nel XV secolo, all'epoca dei Mamelucchi ospitava la residenza del governatore locale.

### Tempio rotondo o tempio di Venere
Al di là di una strada, è orientato verso gli altri due templi. Era racchiuso in un recinto sacro che ospitava anche un altro piccolo tempio, oggi in rovina, conosciuto come "tempio delle Muse". Si trova a Sud-Est dell'Acropoli e fu costruito nel III secolo.
Il tempio, a cui si accede da una scalinata, era preceduto in origine un pronao rettangolare tetrastilo, le cui due successive file di quattro colonne presentavano un'ampia spaziatura centrale: intercolunnio doppio rispetto ai due alle estremità. Ne risultò, di conseguenza, un pronao coperto a botte sull'asse d'ingresso, architravato e sorretto nelle ali da gruppi di quattro colonne su disposizione quadrata. La cella rotonda era decorata all'esterno da nicchie coperte da semicupole a conchiglia. Le colonne che circondano la cella presentano la trabeazione che non segue la linea del colonnato, ma si incurva verso l'interno fino a toccare il muro esterno della cella, creando un'insolita forma stellare e inquadrando in tal modo le nicchie.
La testimonianza di Eusebio di Cesarea, che attesta la continuità del culto agli inizi dell'epoca cristiana, ci informa della sua natura orgiastica e della presenza, probabilmente, della prostituzione sacra.
Il tempio era stato trasformato in chiesa di Santa Barbara, ma restò al di fuori della cittadella araba e l'intero complesso venne in seguito coperto da una fitta rete di abitazioni. I resti del tempio furono smontati e rimontati a poca distanza in uno spazio libero.

## Le caratteristiche dell'architettura
Il marcato carattere locale del culto si riflette nelle grandi corti che precedono i templi (come nel tempio di Gerusalemme), nell'altare a torre del santuario di Giove e nella presenza del sacrario edificato a parte all'interno della cella (adyton); tuttavia ovunque le forme architettoniche sono quelle proprie dell'architettura romana.

## Galleria d'immagini

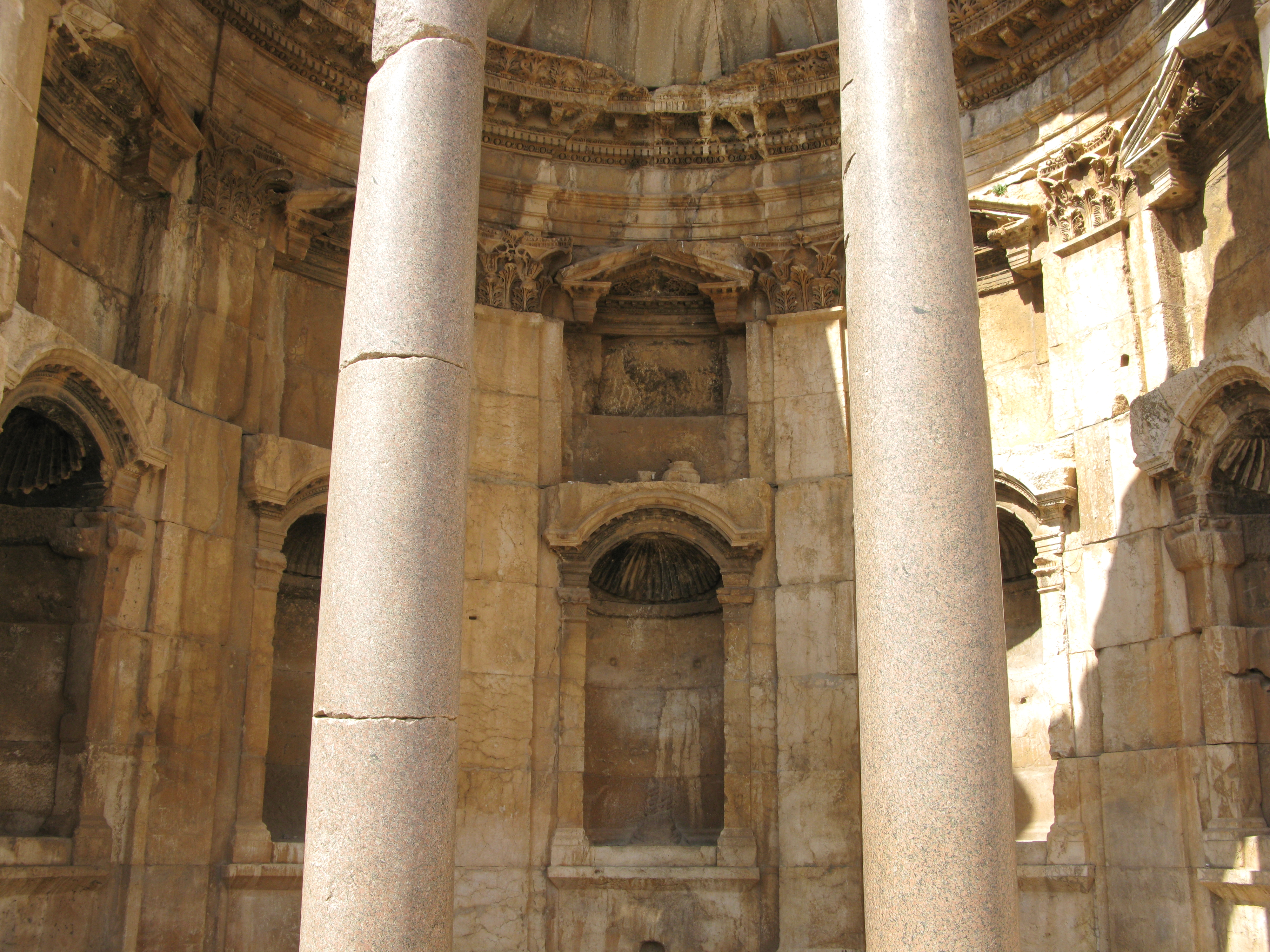
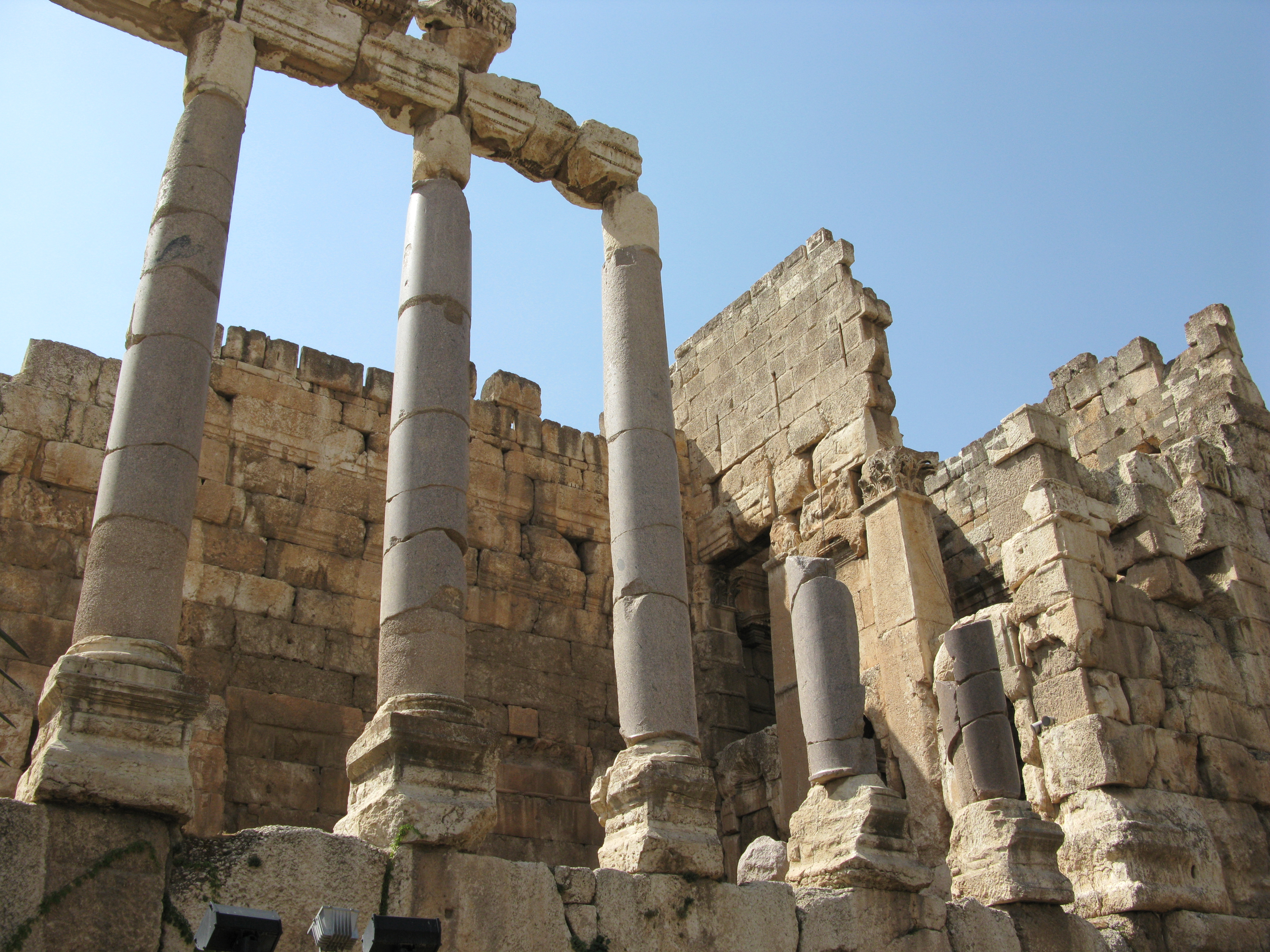
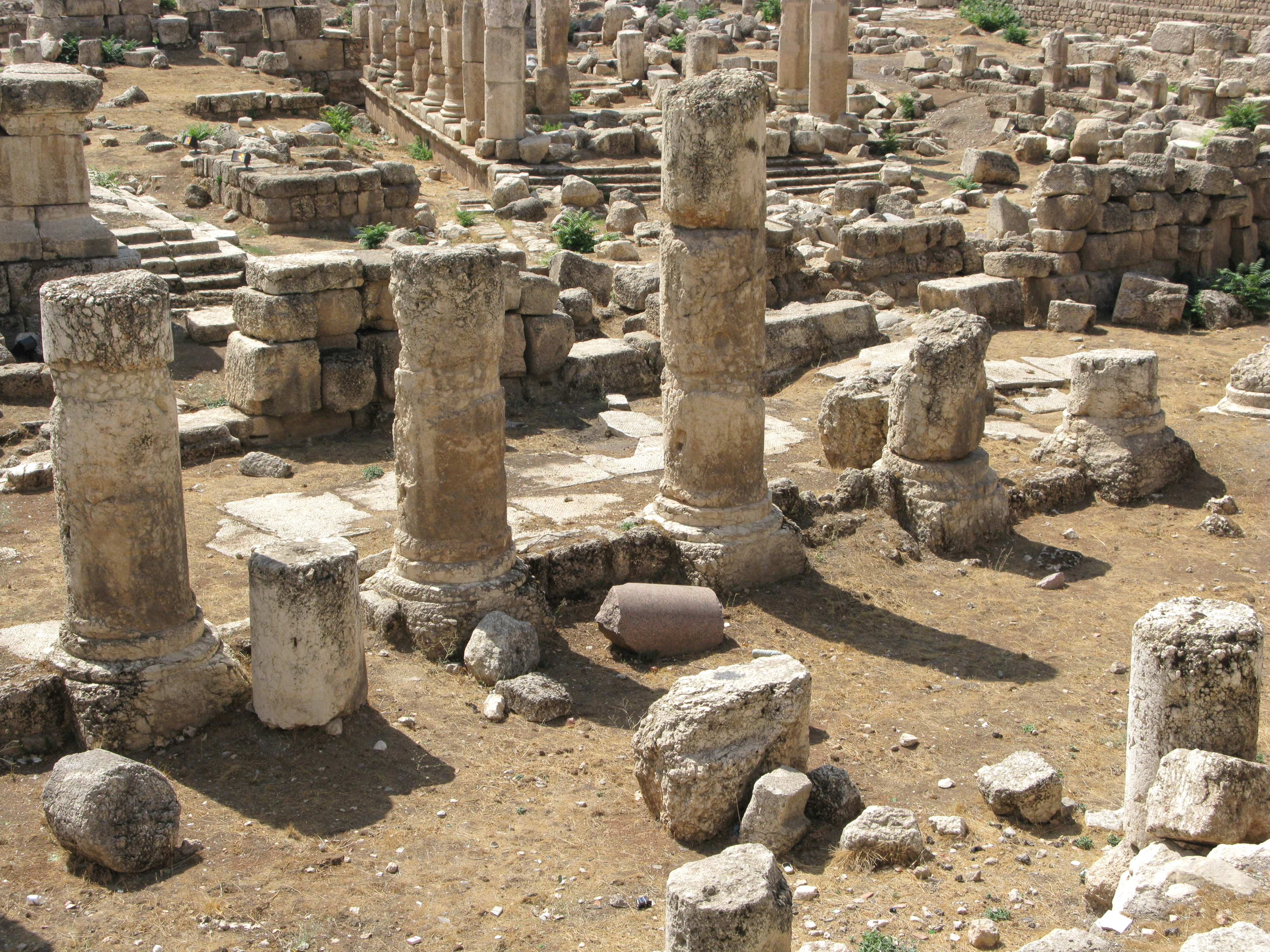
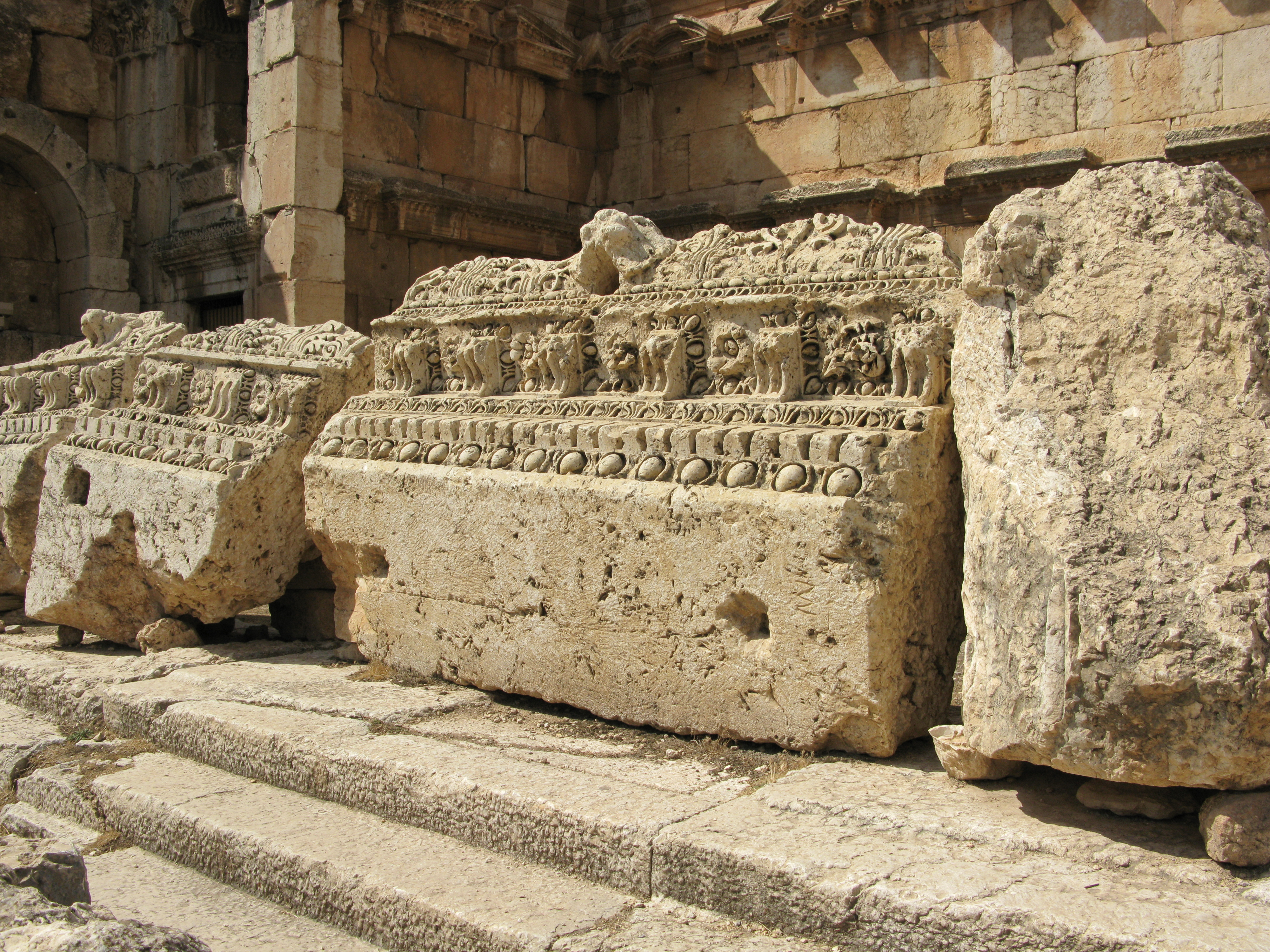
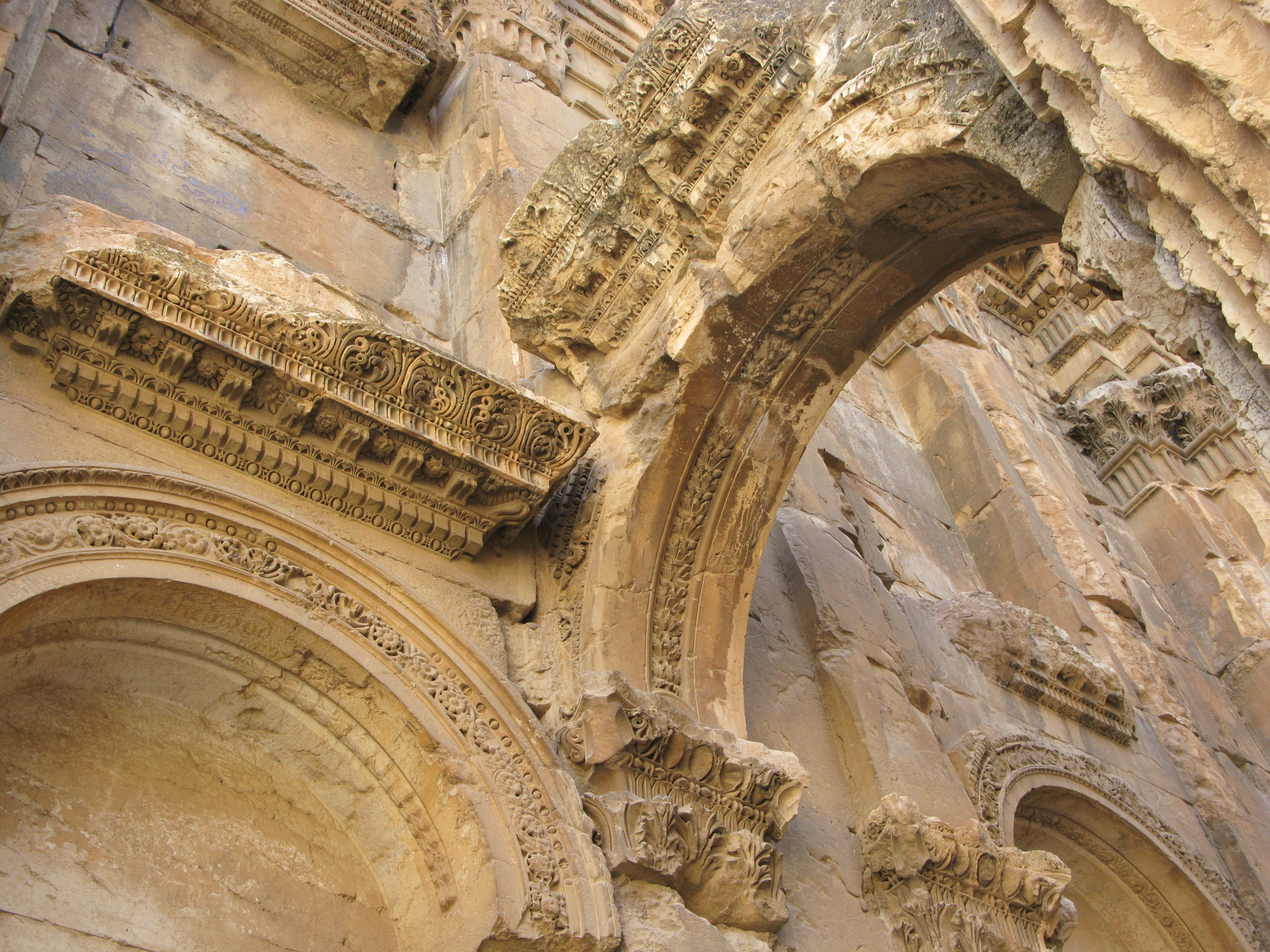
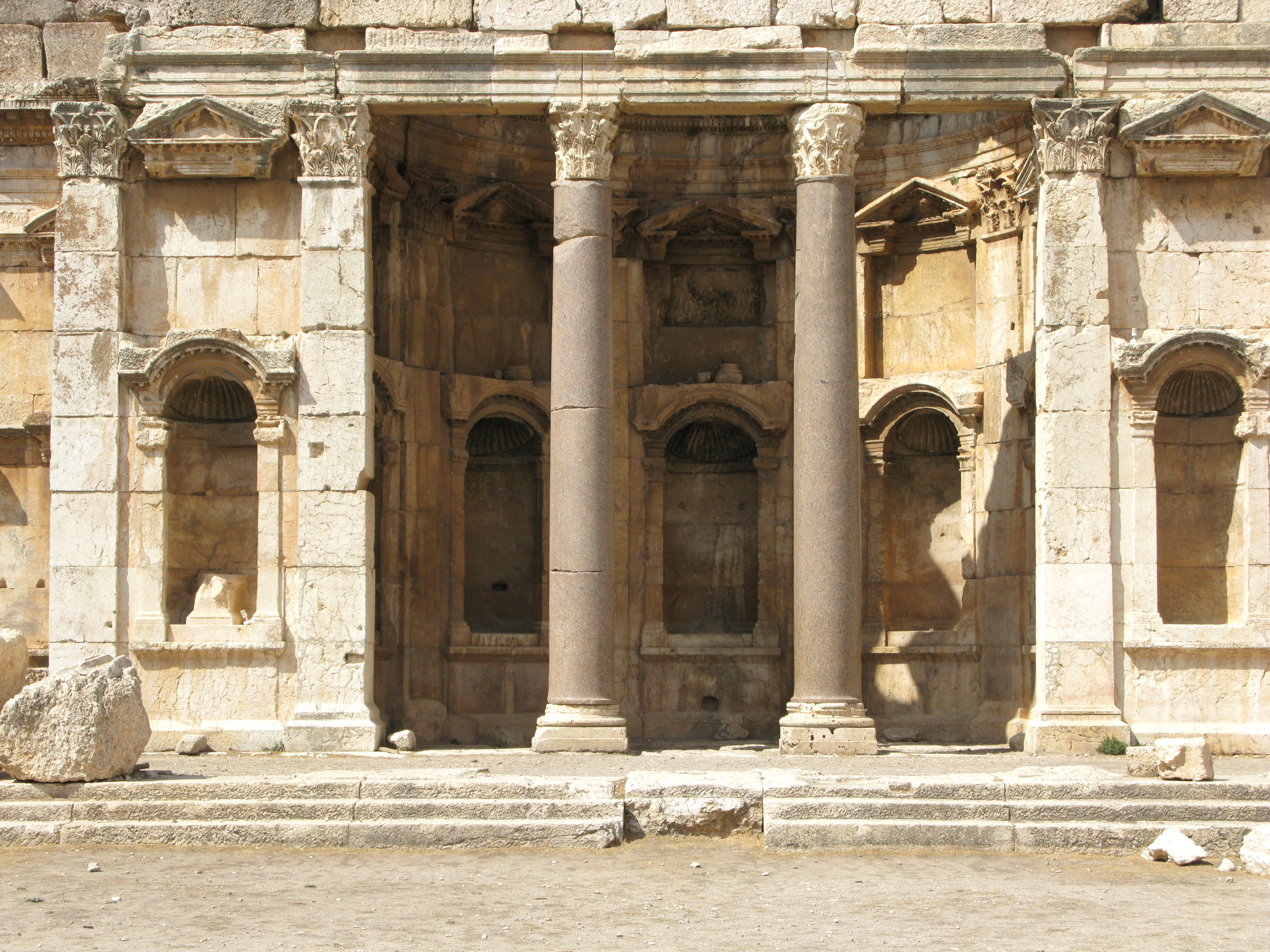
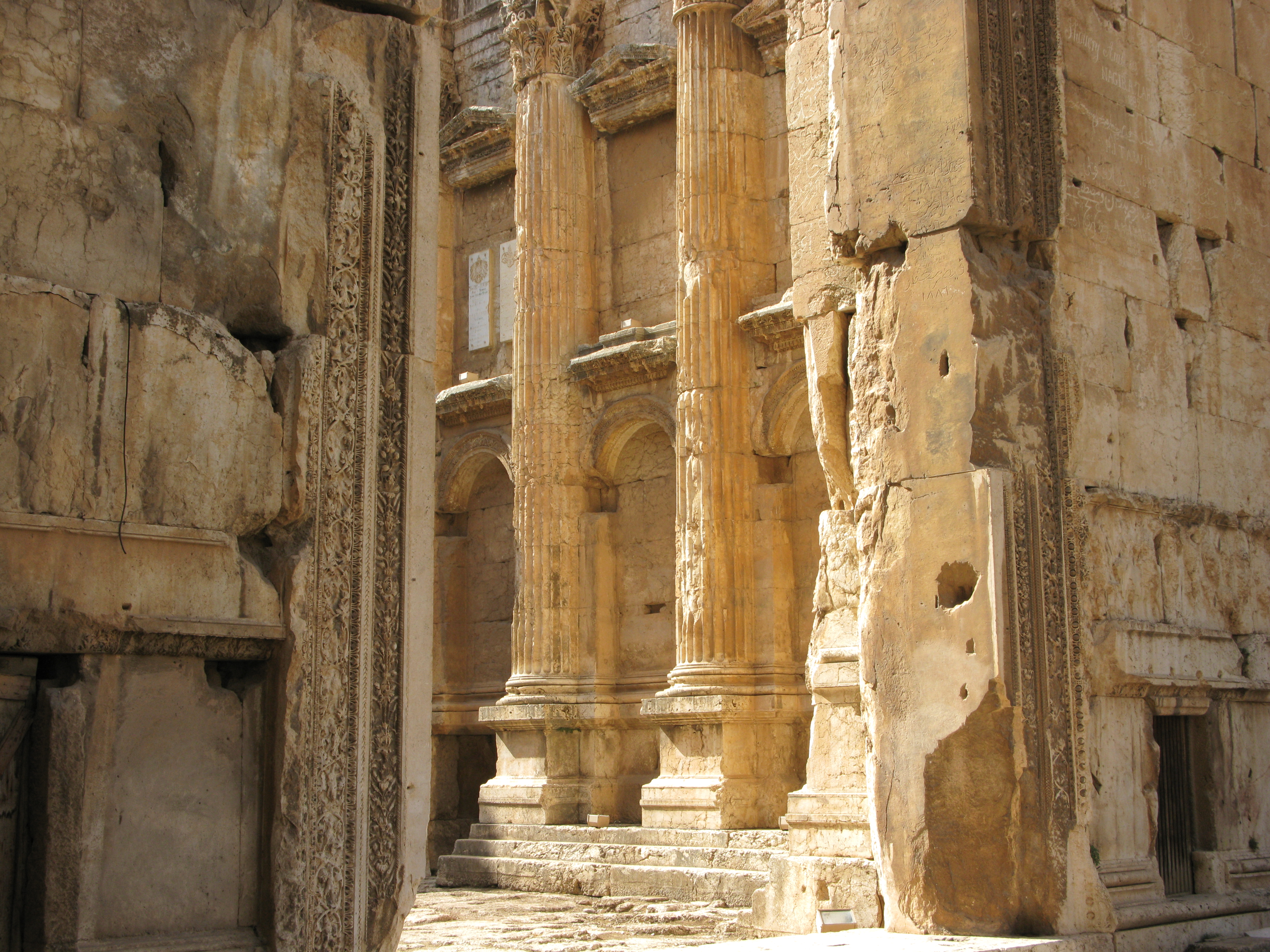
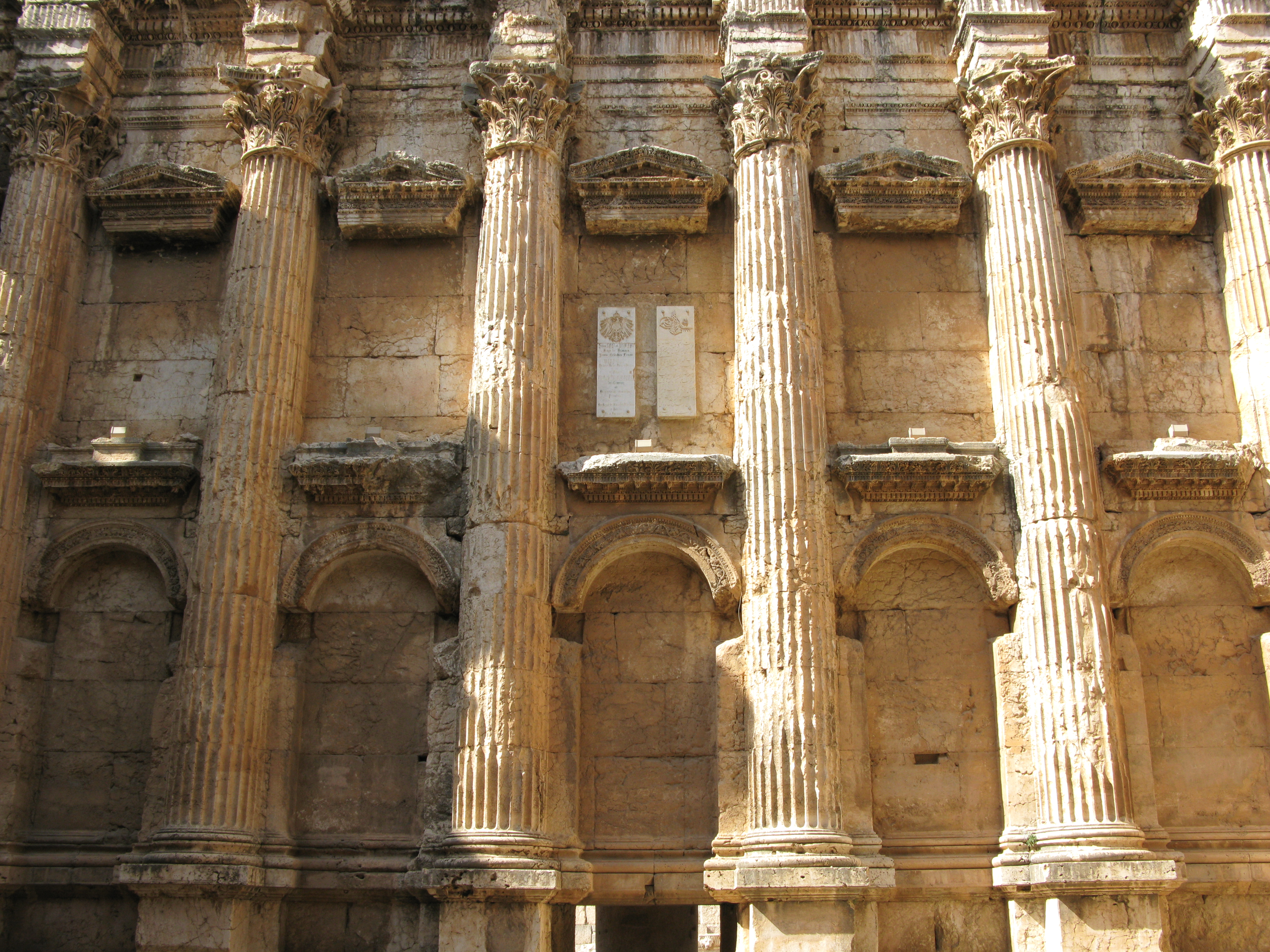
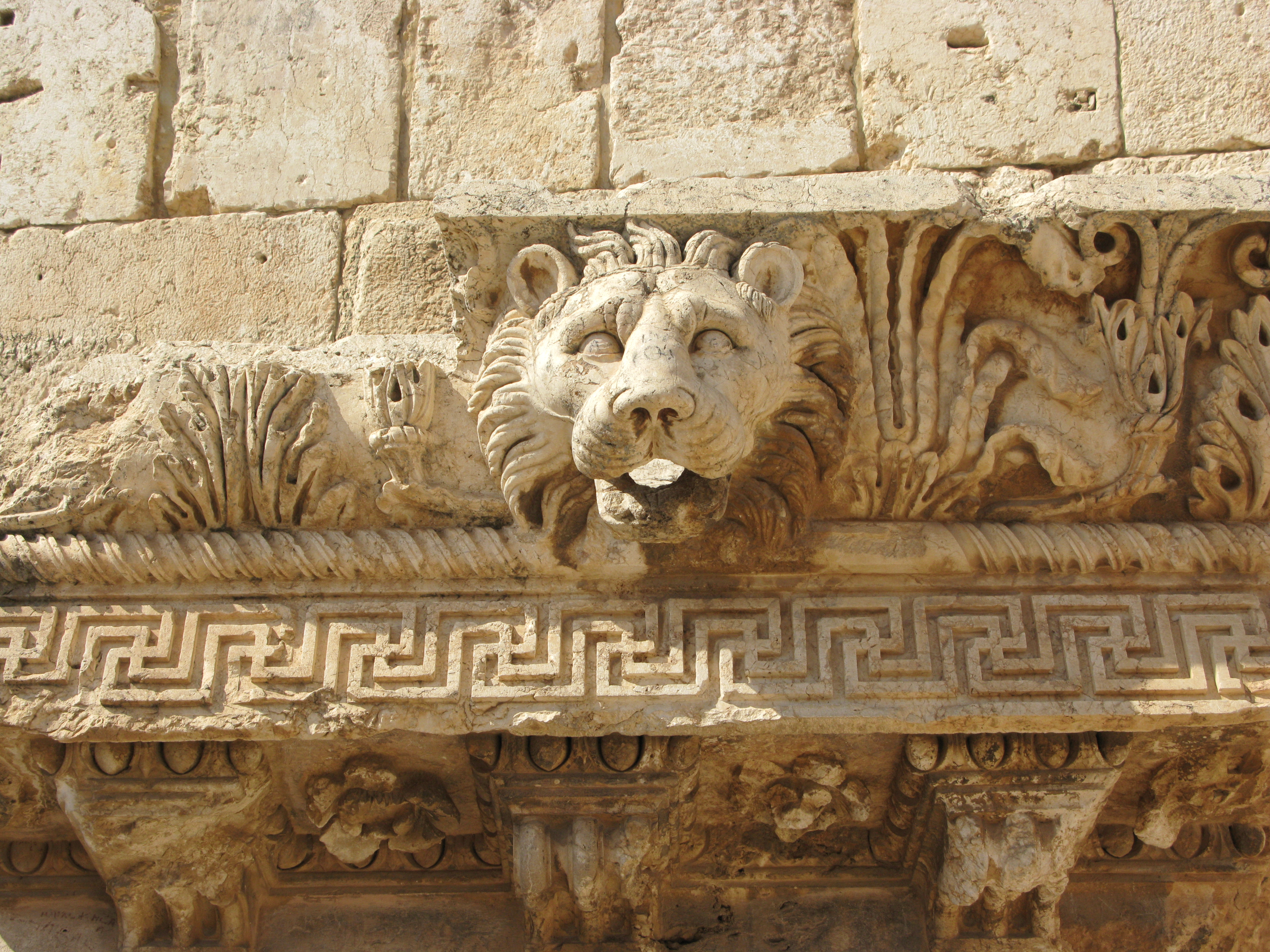
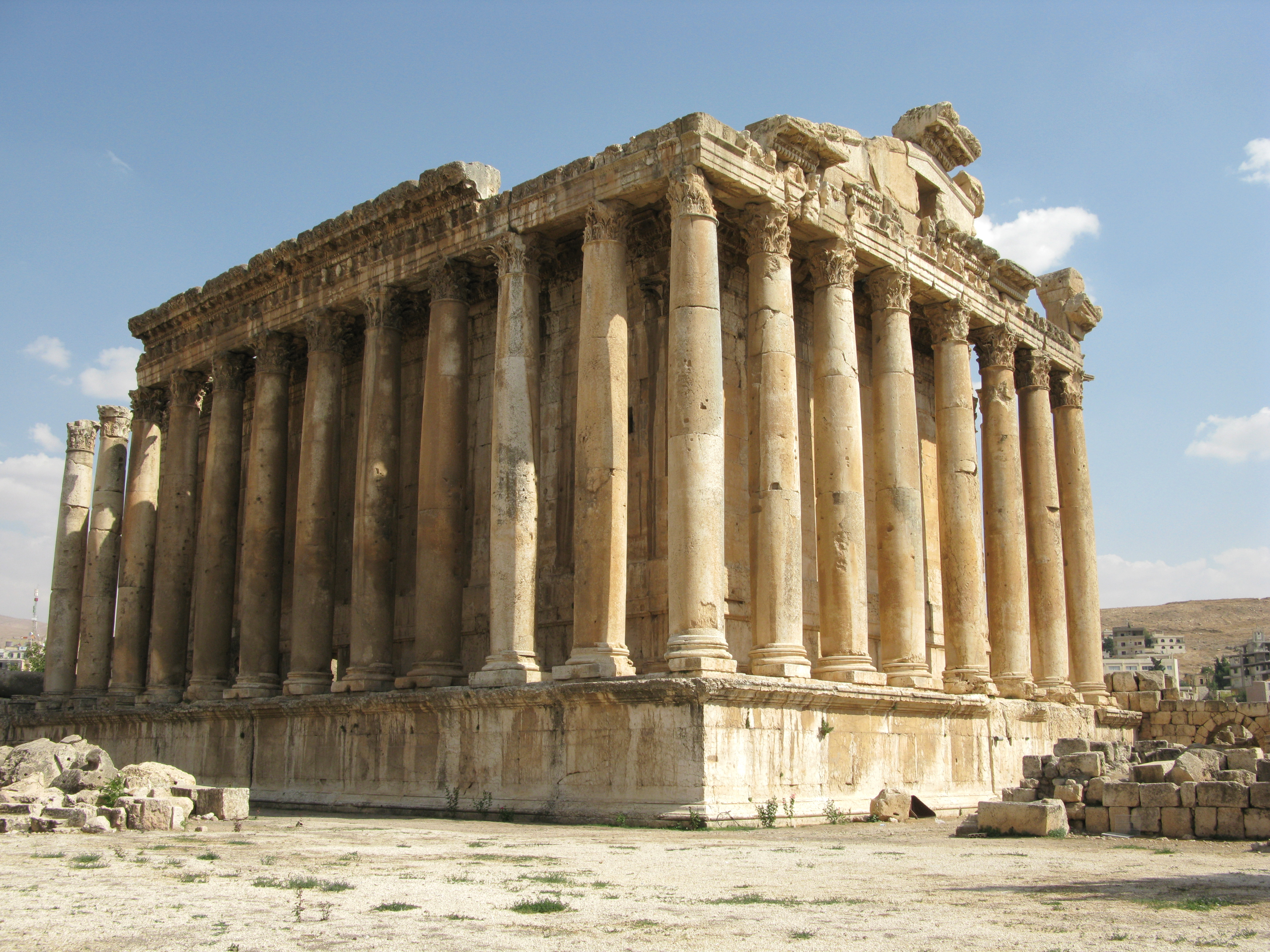